# Ectroma albiclavatum
Ectroma albiclavatum är en stekelart som först beskrevs av Hoffer 1957.  Ectroma albiclavatum ingår i släktet Ectroma och familjen sköldlussteklar. Inga underarter finns listade i Catalogue of Life.